# Hermann Strauss
Hermann Strauss, né le 28 avril 1868 à Heilbronn et mort le 17 octobre 1944 au camp de concentration de Theresienstadt, est un interniste allemand, qui a été directeur du département de médecine interne à l'hôpital juif de Berlin (de) entre 1910 et 1942. Il est l'auteur de vingt-cinq livres et de plus de 400 contributions à des publications médicales. Il a notamment donné son nom à une canule qu'il a conçue en 1898 et présentée dans un livre publié en 1902.